# پس از سوز اوج
«پس از سوز اوج» (انگلیسی: After Burner Climax) یک بازی ویدئویی در سبک شبیه‌ساز مبارزه هوایی است که توسط سگا و در سال ۴۰۱ و در پلت‌فرم‌های اندروید، اکس‌باکس ۳۶۰، و پلی‌استیشن همراه منتشر شده‌است.